# Толовица
 Тази статия е за селото в Белоградчишко, България.  За селото в Ломско вижте Септемврийци (област Видин).  
То̀ловица е село в Северозападна България. То се намира в община Макреш, област Видин. В района на 12-те села.

## География
Село Толовица се намира в изключително живописна местност, по течението на две малки реки – „Толовишка бара“ и „Сватбица“, които на километър и половина след селото се вливат в река Видбола. Теренът е силно пресечен, предпланински, по течението на двете малки реки са разположени гъсти церови гори.

## История
Според легендата на местните жители първият жител на селото се е заселил при малкото изворче „Кленяка“. Оттам и името на селото Толовица, както се е наричала неговата съпруга. Толовица е родното място на идейния водач, организатор и ръководител на Белоградчишкото въстание от 1850 година башкнез чорбаджи Цоло Тодоров. Цоло Тодоров е син на преселници от село Белимел, Монтана, които бягат от преследванията на турци. Скоро след като се заселват в Толовица турци убиват пред очите на семейството братчето му Павелчо. След няколко години Цоло отмъщава и забягва в Сърбия през балкана. Завръща се след много години, за да не бъде разпознат. Турците го поставят за събирач на данъци – овце, които е карал със свои хора, негови подчинени, за снабдяване на турските военни гарнизони. В данъчните регистри за Видинския край Цоло е записан като най-богат земевладелец. Подмолно организира недоволството на робите от нови, още по-тежки и непосилни данъци, данъчни измами и други престъпления и беззакония на местните турци. В Раковишкия манастир се пази като ценна реликва подписан с кръв документ-съзаклятие за вдигане на въстанието. В него името на Цоло е на първо място. При потушаването на въстанието е обезглавен от турците. В селото и до днес живеят негови наследници, които при разговор съобщават интересни и недотам известни подробности.
Известните най-стари сведения за селото са от османски данъчен регистър от 1454 – 1455 г. В него селището е описано пад името „Толовеш“ с 19 домакинства данъкоплатци и двама неженени (Видин и Видинският санджак през 15 – 16 век. С. 1975, с. 88).
В днешно време децата от района си правят банди и се съревновават по между си. Някои от тях са: Скорпионите, Наемниците, Асасините, Тамплиерите и др.
По време на колективизацията в селото е създадено Трудово кооперативно земеделско стопанство „Сталин“ по името на съветския диктатор Йосиф Сталин.

## Население
Преброяване на населението през 2011 г.
Численост и дял на етническите групи според преброяването на населението през 2011 г.:
|                     | Численост | Дял (в %) |
| Общо                | 49        | 100,00    |
| Българи             | 49        | 100,00    |
| Турци               | 0         | 0,00      |
| Цигани              | 0         | 0,00      |
| Други               | 0         | 0,00      |
| Не се самоопределят | 0         | 0,00      |
| Неотговорили        | 0         | 0,00      |

## Културни и природни забележителности
На 1 километър от селото се намира „Рабишкото езеро“, което всяка година привлича туристи от разни краища на България и чуждестранни туристи. В непосредствена близост до езерото се намира пещера „Магурата“. Също така има 2 турски къщи едната от които е музей.
Къщата на Цоло Тодоров е исторически музей, който поради финансови и организационни проблеми е заключен за посетители. В близост до селото започва природния резерват „Магурата“, защитен обект на ЮНЕСКО. Магурата е хълм, който крие в утробата си сложно разклонена пещерна система, с изключително красиви природни форми – сталактити и сталагмити, зали с рисунки на пещерния човек, зали в които са намерени голям брой черепи на пещерния човек и кости на пещерни мечки, елени и други животни, както и много сечива – каменни брадви, игли, шила и др. Обекта е охраняем, има постоянен екскурзовод, малък мотел, както и бази на текущите деца. При нозете на хълма се разлива обширното Рабишко езеро, което представлява интерес за риболов и воден туризъм. Там се подвизава друга банда. Бандата на Пиратите. От върха на Магурата се открива красив изглед към целия Северозападен дял на Стара планина, а при ясно време в далечината се забелязва Белоградчик и неясно се белеят Белоградчишките скали. Също така може да видите впечатляващите къщи и наблюдателници на Асасините. Те са умело застроени на дърветата със стратегическа цел.

## Редовни събития
Всяка година на 24 май е съборът. На 15 юни се прави състезание от езерото до селото с награда сладолед. Също така се правят състезания по дрифт всяка година през лятото на езерото.

## Личности
- Петко Стоянов (1912 – ?), български офицер, генерал-лейтенант